# São Roque (São Paulo)
São Roque, amtlich portugiesisch Estância Turística de São Roque, ist eine Gemeinde im brasilianischen Bundesstaat São Paulo. Die Bevölkerungszahl wurde zum 1. Juli 2020 auf 92.060 Einwohner geschätzt, die São-Roquenser (são-roquenses) genannt werden und auf einer Gemeindefläche von rund 306,9 km² leben. Die Entfernung zur Hauptstadt São Paulo beträgt 62 km. Sie ist mit 26 anderen Gemeinden Teil der Metropolregion Sorocaba.

## Geographie
Umliegende Gemeinden sind Araçariguama, Itapevi, Vargem Grande Paulista, Ibiúna, Mairinque, Cotia und Itu
Das Biom ist Mata Atlântica. Der Ort liegt auf einer Höhe von 771 Metern über Normalnull.

## Söhne und Töchter der Stadt
- Aníbal Silveira (1902–1979), Arzt und Pionier der Psychiatrie in Brasilien
- Marins Alves de Araújo Viana (1909–1972), genannt Vianinha, Fußballspieler
- Rosa Grena Kliass (* 1932), Landschaftsarchitektin
- Geisa Arcanjo (* 1991), Leichtathletin
- Ana Azevedo (* 1998), Sprinterin